# Theodor von Heuglin
Martin Theodor von Heuglin (Ditzingen, 20 marzo 1824 – Stoccarda, 5 novembre 1876) è stato un ornitologo ed esploratore tedesco.

## Biografia
Heuglin nacque a Hirschlanden (oggi parte di Ditzingen) nel Württemberg. Il padre era un pastore protestante, e fu istruito per diventare ingegnere minerario. Sognava però di diventare un esploratore scientifico di regioni sconosciute, e con questo obiettivo studiò le scienze naturali, soprattutto zoologia.
Nel 1850 si trasferì in Egitto dove imparò la lingua araba, visitò il Mar Rosso ed il Sinai. Nel 1852 accompagnò Christian Reitz, console austriaco a Khartum, in u viaggio in Etiopia, e dopo la morte di Reitz fu nominato suo successore al consolato. Mentre ricopriva questo incarico viaggiò in Etiopia e Kordofan, raccogliendo un'importante collezione di specimen di storia naturale. Nel 1857 viaggiò sulle coste africane del Mar Rosso e della Somalia.
Nel 1860 fu scelto come capo di una spedizione alla ricerca di Eduard Vogel con Werner Munzinger, Gottlob Kinzelbach e Hermann Steudner. Nel giugno 1861 il gruppo sbarcò a Massaua, con l'ordine di dirigersi prima a Khartum e poi nell'impero Ouaddai, dove si pensava potesse essere detenuto Vogel. Heuglin, accompagnato da Hermann Steudner, fece un giro largo attraversando l'Abissinia e la terra dei Galla, per cui gli fu tolta la guida della spedizione. Assieme a Steudner raggiunse Khartum nel 1862, dove si riunì al gruppo organizzato da Alexandrine Tinné e dalla madre Henriette Tinne-van Capellen, appena tornati da un viaggio sul Nilo Bianco fino a Gondokoro. Con le due donne e per conto proprio esplorarono gran parte del fiume Bahr al-Ghazal, dove Steudner morì di febbre il 10 aprile 1863, e la madre di Alexandrine il 20 luglio.
Dopo aver raggiunto Il Cairo con Alexandrine Tinne, Heuglin tornò in Europa nel febbraio 1864. Nel 1870 e nel 1871 compì una serie di esplorazioni a Spitsbergen ed a Novaja Zemlja. Nel 1875 tornò in Africa nordorientale, nelle terre dei Beni-Amer ed in Abissinia settentrionale. Stava preparando una spedizione sull'isola di Socotra quando morì a Stoccarda. Rimase noto al grande pubblico in particolare per le sue opere di zoologia e di ornitologia.

## Opere
- Systematische Übersicht der Vögel Nordost-Afrikas (1855)
- Reisen in Nordost-Afrika, 1852-1853 (Gotha, 1857)
- Syst. Übersicht der Säugetiere Nordost-Afrikas (Vienna, 1867)
- Reise nach Abessinien, den Gala-Ländern, &c., 1861-1862 (Jena, 1868)
- Reise in das Gebiet des Weissen Nil, &c. 1862-1864 (Lipsia, 1869)
- Reisen nach dem Nordpolarmeer, 1870-1871 (Brunswick, 1872–1874)
- Ornithologie von Nordost-Afrika (Cassel, 1869–1875)
- Reise in Nordost-Afrika (Brunswick, 1877, 2 volumi).